# Paspalum bifidum
Paspalum bifidum là một loài thực vật có hoa trong họ Hòa thảo. Loài này được (Bertol.) Nash mô tả khoa học đầu tiên năm 1897.